# Asystasia indica
Asystasia indica är en akantusväxtart som beskrevs av Harsh Jeet Chowdhery och Av.Bhattacharjee. Asystasia indica ingår i släktet Asystasia och familjen akantusväxter. Inga underarter finns listade i Catalogue of Life.